# Rhorus neuter
Rhorus neuter är en stekelart som beskrevs av Aubert 1988. Rhorus neuter ingår i släktet Rhorus och familjen brokparasitsteklar. Inga underarter finns listade i Catalogue of Life.